# Cássio Ramos
Cássio Ramos (Veranópolis, 1987. június 6. –) brazil válogatott labdarúgó, aki jelenleg a Corinthians játékosa.

## Pályafutása
Részt vett a 2007-es U20-as labdarúgó-világbajnokságon a brazil U20-as válogatott tagjaként. 2018. május 14-én bekerült Tite 23 fős keretébe, amely a 2018-as labdarúgó-világbajnokságra utazik.

## Sikerei, díjai
- PSV Eindhoven
  - Holland bajnok: 2007–08
  - Holland szuperkupa: 2008
- Corinthians
  - Brazil bajnok: 2015, 2017
  - São Paulo állami bajnok: 2013, 2017, 2018
  - Copa Libertadores: 2012
  - Recopa Sudamericana: 2013
  - FIFA-klubvilágbajnokság: 2012